# Liga Sul de Futsal de 2013
A Liga Sul de Futsal de 2013, foi a 8ª edição da competição, a qual, contou com a participação de 4 clubes, da Região Meridional do país. Sua organização, foi de competência da Confederação Brasileira de Futsal.

## Regulamento
- Os 4 times formam um grupo único, se enfrentando entre si em turno, sendo que o primeiro colocado garante o título do torneio e vaga na Superliga de Futsal de 2014.

## Participantes em2013
| Clube       | Cidade  | Estado            |
| ----------- | ------- | ----------------- |
| Atlântico   | Erechim | Rio Grande do Sul |
| Chapecoense | Chapecó | Santa Catarina    |
| Ivaí        | Ivaí    | Paraná            |
| 1º de Julho | Lages   | Santa Catarina    |

## Classificação
|   | Time        | Pts | J | V | E | D | GP | GC | SG  | GA   |
| - | ----------- | --- | - | - | - | - | -- | -- | --- | ---- |
| 1 | Atlântico   | 9   | 3 | 3 | 0 | 0 | 12 | 5  | 7   | 2,40 |
| 2 | 1º de Julho | 6   | 3 | 2 | 0 | 1 | 11 | 4  | 7   | 2,75 |
| 3 | Chapecoense | 3   | 3 | 1 | 0 | 2 | 7  | 10 | -3  | 0,70 |
| 4 | Ivaí        | 0   | 3 | 0 | 0 | 3 | 4  | 15 | -11 | 0,27 |

|  | Campeão |

### Confrontos

#### Primeira Rodada
| 22 de agosto | Ivaí              | 1 – 4     | Atlântico                                          | Ginásio Jones Minosso, Lages |
| 18:30        | Chulapinha 34:45' | Relatório | Galo 7:20' · Tininho 13:24' · Grillo 31:50' 37:16' | Árbitro: Carlos Eduardo Teixeira Soares de Meirelles Árbitro2: Rodolfo Raffaele Verreschi Mannarino Cronometrista: Gilmar Edson Maertne Anotador: Jairo Roberto Elias |

| 22 de agosto | 1º de Julho                                     | 3 – 0     | Chapecoense | Ginásio Jones Minosso, Lages |
| 20:15        | Fabricio 7:21' · Japonês 29:08' · Pakito 39:30' | Relatório |             | Árbitro: Alexandre Campos Árbitro2: Valdeck Alexandre Pereira Martins Cronometrista: Jairo Roberto Elias Anotador: Gilmar Edson Maertner |

#### Segunda Rodada
| 23 de agosto | Chapecoense                  | 3 – 5     | Atlântico                                                 | Ginásio Jones Minosso, Lages |
| 18:30        | Duda 2:44' 36:47' · Pi 6:12' | Relatório | Ceccatto 16:10' · Keke 18:15' 19:51' · Zico 28:33' 38:31' | Árbitro: Alexandre Campos Árbitro2: Valdeck Alexandre Pereira Martins Cronometrista: Jairo Roberto Elias Anotador: Gilmar Edson Maertner |

| 23 de agosto | 1º de Julho                                                                                 | 7 – 1     | Ivaí             | Ginásio Jones Minosso, Lages |
| 20:15        | Fabricio 2:02' 21:05' · Fuscão 5:05' · Fumaça 8:00' · Pakito 11:20' · Japonês 24:30' 26:30' | Relatório | Claudinho 15:43' | Árbitro: Valdeck Alexandre Pereira Martins Árbitro2: Carlos Eduardo Teixeira Soares de Meirelles Cronometrista: Gilmar Edson Maertner Anotador: Jairo Roberto Elias |

#### Terceira Rodada
| 24 de agosto | Chapecoense                                         | 4 – 2     | Ivaí                                | Ginásio Jones Minosso, Lages |
| 18:30        | Duduca 10:10' · William 11:50' · Duda 12:30' 25:30' | Relatório | Fernando 31:42' · Chulapinha 35:50' | Árbitro: Valdeck Alexandre Pereira Martins Árbitro2: Rodolfo Raffaele Verreschi Mannarino Cronometrista: Gilmar Edson Maertner Anotador: Jairo Roberto |

| 24 de agosto | 1º de Julho  | 1 – 3     | Atlântico                               | Ginásio Jones Minosso, Lages |
| 20:15        | Allan 00:48' | Relatório | Tininho 19:00' · Ceccatto 19:22' 28:31' | Árbitro: Alexandre Campos Árbitro2: Carlos Eduardo Teixeira Soares de Meirelles Cronometrista: Jairo Roberto Elias Anotador: Gilmar Edson Maertner |

## Premiação
| Liga Sul de Futsal de 2013                                 |
| Rio Grande do Sul                                          |
| ---------------------------------------------------------- |
| Clube Esportivo e Recreativo Atlântico Campeão (1º título) |

## Artilharia
| 4 gols - Duda (Chapecoense) - Ceccatto (Atlântico) 3 gols - Japonês (1º de Julho) - Pakito (1º de Julho) - Fabricio (1º de Julho) - Tininho (Atlântico) 2 gols - Chulapinha (Ivaí) - Keke (Atlântico) - Zico (Atlântico) - Grillo (Atlântico) - Allan (1º de Julho) 1 gol - William (Chapecoense) - Fernando (Ivaí) - Duduca (Chapecoense) - Fuscão (1º de Julho) - Galo (Atlântico) | 1 gol (continuação) - Pi (Chapecoense) - Claudinho (Ivaí) |